# Nesopetinus parallelus
Nesopetinus parallelus är en skalbaggsart som först beskrevs av Blackburn 1885.  Nesopetinus parallelus ingår i släktet Nesopetinus och familjen glansbaggar. Inga underarter finns listade i Catalogue of Life.